# Pavel Eybert
Pavel Eybert (* 20. září 1949 Kolín) je český politik, bývalý starosta Chýnova, v letech 1996 až 2016 senátor za obvod č. 13 – Tábor, v letech 2016 až 2020 zastupitel Jihočeského kraje, člen ODS.

## Biografie
Vystudoval střední průmyslovou školu strojnickou a v roce 1972 Pedagogickou fakultu v Českých Budějovicích. Poté do roku 1989 pracoval jako učitel na základní škole.
V listopadu 1989 se zapojil do Občanského fóra a poté se stal členem ODS, za kterou byl opakovaně zvolen starostou Chýnova. V roce 1996 byl ve volebním obvodě č. 13 – Tábor zvolen senátorem PČR. Poté svůj mandát třikrát obhájil, a to v letech 1998, 2004 a 2010. Patří tak k nejdéle působícím senátorům ČR. Ve volbách do Senátu PČR v roce 2016 se rozhodl svůj mandát již neobhajovat.
Je laureátem Ceny PŘÍSTAV, kterou mu v roce 2004 udělila Česká rada dětí a mládeže za podporu mimoškolní práce s dětmi a mládeží.
V komunálních volbách v roce 2014 obhájil post zastupitele města Chýnova, když vedl kandidátku ODS. Strana volby ve městě vyhrála (tj. 42,03 % hlasů a 6 mandátů) a v listopadu 2014 byl zvolen starostou města pro své již sedmé funkční období. V roce 2018 jej ve funkci starosty vystřídala Andrea Fraitová ze SNK. (6)
http://www.chynov.cz/vismo/o_osoba.asp?id_org=5547&id_o=1002&p1=2058 Archivováno 13. 7. 2020 na Wayback Machine.
V krajských volbách v roce 2016 byl za ODS zvolen zastupitelem Jihočeského kraje. Ve volbách v roce 2020 mandát krajského zastupitele obhajoval, ale tentokrát neuspěl.